# 朝森瑞季
朝森 瑞季（あさもり みずき）は、日本の漫画家。主に成人向け漫画で活動している。

## 経歴
2010年現在、『ビタマン』（竹書房）に作品を掲載している。
代表作は実写化もされた『ガラスの女神』。
『ガラスの女神』連載時は『ビタマン』の表紙画を毎号担当。現在でも不定期に表紙を担当している。

## 単行本

### B5判
- 天使のキュッ（2006年、竹書房）
- ガラスの女神（2007年 - 2008年、全3巻。竹書房）
- つゆだくめしべ（2009年、竹書房）
- おしえて♥まりあ（2010年 - 2012年、全4巻。竹書房）
- 満開カノジョ (2015年、竹書房)
- いやらしはずかし。 (2017年、竹書房)

### コンビニコミック(B5判ペーパーバック)
- 桃尻ムスメのマル秘恋愛ダイアリー（2012年、竹書房）
- つゆだくおとめ 清純娘のしたたる秘蜜 (2017年、竹書房)